# Стерлінгове срібло

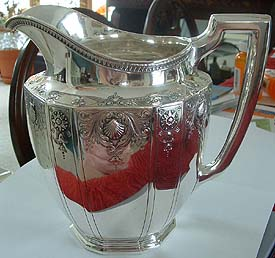
Виріб ювелірної компанії «Tiffany & Co» зі стерлінгового срібла (1871)

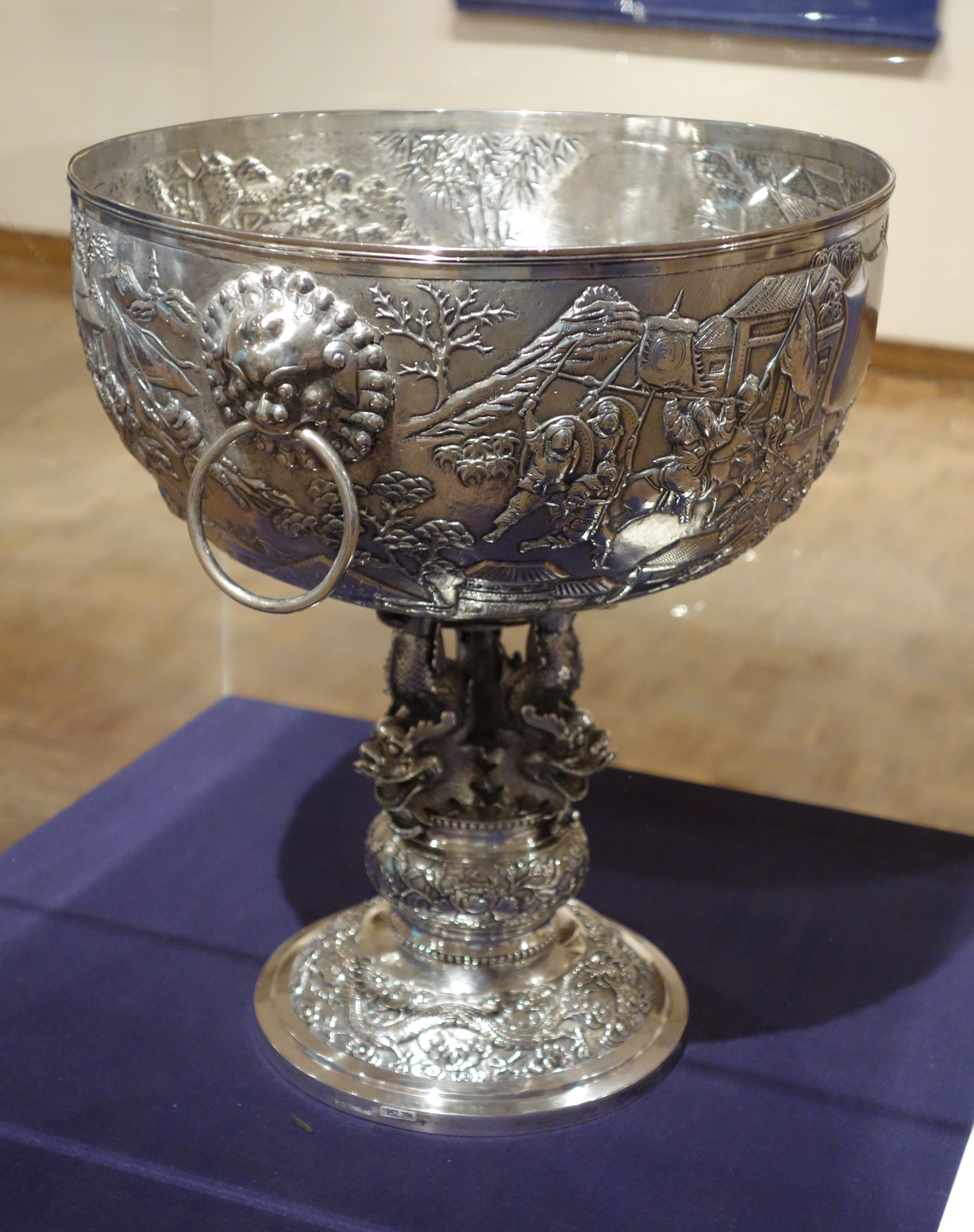
Чаша із стерлінгового срібла виробництва китайської компанії «Hun Chong and Co» (1875)

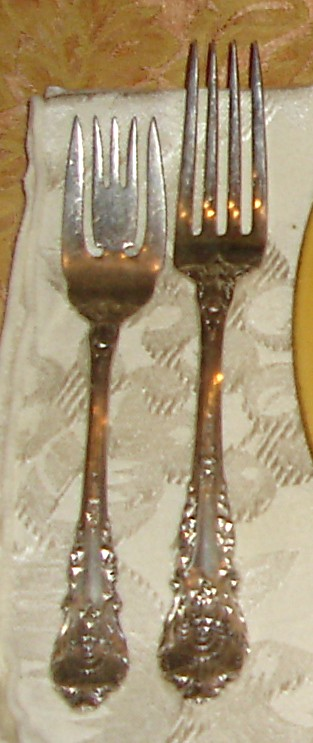
Виделки, виготовлені зі стерлінгового срібла

Сте́рлінгове срі́бло (англ. sterling silver) або сте́рлінг  — назва сплаву срібла з вмістом 92,5 % й вище срібла та до 7,5 % інших металів, зазвичай міді (срібло 925-ї проби та вище). Чисте срібло 999 проби є занадто м'яким для створення великих предметів, тому його зазвичай сплавляють з міддю, щоб надати міцності і при цьому зберегти пластичність та красу благородного металу. При додаванні більшої кількості міді срібло втрачає свій блиск, стає схильним до окислення і швидко темніє. Сплав срібла 925-ї проби є своєрідним срібним стандартом.
Як лігатуру замість міді або разом з нею робились спроби використати інші метали для покращення якості — зменшення пористості, збільшення зносостійкості, тонування забарвлення, усунення потемніння. Для цих цілей використовували германій, цинк, платину або титан, а також різноманітні доповнення — кремній, бор. Однак фактичним стандартом й надалі залишається сплав з додаванням міді.

## Етимологія
Існує декілька версій походження назви. Деякі джерела вважають, що назва з'явилась у XII столітті й спочатку була назвою старовинної англійської срібної монети. 240 монет важили 1 фунт (453,6 грами). Крупні покупки виражали в «фунтах стерлінгів». З іншого боку це був спосіб перевірки правдивості монет — якщо 240 монет не важили 1 фунт, то вони могли бути фальшивими або занадто зношеними.
У 1955 році Оксфордський словник англійської мови запропонував версію, згідно якої назва стерлінг датується близько 1300 роками і походить від побутової назви срібного норманського пенні, на якому були зображені маленькі зірочки (староанглійською: steorling, що відповідає англ. little star — маленька зірка).
Найбільшого поширення набула гіпотеза Волтера Пінчебека (Walter de Pinchebek), згідно якої назва, що використовувалась раніше «Easterling Silver» («срібло зі східних земель»), означала характерний сплав срібла 925-ї проби, з якого виготовлялись монети у північній Німеччині. Цю область з п'яти міст англійці називали «Easterling», у XII столітті вона увійшла до складу Любецької унії (нім. Hanse, Lübische Hanse). Цей район мав у Лондоні своє представництво («контору»), вів активну торгівлю з Англією, проводячи оплату за товари місцевими монетами, які мали високу якість і твердість (чисте срібло дуже м'яке і швидко стирається). Король Генріх II починаючи з 1158 року зробив такий сплав стандартом для монет Англії. Поступово у розмові назва сплаву скоротилась до «Sterling Silver» й стала еквівалентом до поняття «монетне срібло».

## Маркування
Стерлінгове срібло має спеціальне маркування, яке наносять на вироби з нього. Можливі варіанти: sterling, sterling silver, ster або .925.